# 马祖乡
马祖乡是中华人民共和国福建省福州市连江县的23个乡镇行政区之一，範圍約略等同中華民國統治下的連江縣全境，屬於中華人民共和國政府宣稱擁有主權、但並未實際控制的區域之一。
1990年代前连江县人民政府一直沿用民國時期的舊行政區劃“竿塘乡”，其範圍仅馬祖列島中的南竿地區、北竿地區（北竿岛、高登島）等以及東引地區（东引岛）。马祖乡是一个新近出现的乡镇行政区划，20世纪90年代始见于中国官方出版物，不同于竿塘乡的范围，包括原属长乐区的西犬岛、东犬岛，原属罗源县的东引岛，但原属竿塘乡的西洋岛1953年中国人民解放军进驻后划属霞浦县管辖。

## 历史
据《福建通志》载，北竿岛在唐宋时属连江县永福乡崇德里，元至清属二十六都。清初郑氏延平政权常以马祖列岛为反清据点，清廷因此于顺治十八年(1661年)后厉行海禁和迁界，岛民迁徙连江县城近郊，到康熙十九年(1680年)复界回迁。1895年日本与清廷签订《马关条约》，马祖列岛因隸屬于福建省，并未与福建台湾省一同割让予大日本帝国，仍为清朝管辖。民国时期南北竿和西洋均属连江管辖。国共内戰时，中国人民解放军未能攻占馬祖列島，因此连江县人民政府行政区划中的“马祖乡”，从未实际运作。

## 政治参与
目前连江县人民政府主管马祖事务的机构为连江县台湾工作办公室，并没有马祖乡人民政府乡长之类的官职。中国共产党也无马祖乡党委书记之类的职务。在连江县政治活动中，预留马祖列岛的连江县人民代表席位，但从无实际代表。
名义上，马祖乡下辖1个虚拟社区：马祖乡虚拟社区。

## 交通规划
与上述情况类似，在2022年国家公路网规划中，新增的G6XX系列国道中存在 639国道，其主要控制点表述为“马祖、福州”。2023年的初步规划为，由福州市马尾区琅岐岛引出跨海大桥，经日庄礁、七星礁，至马祖乡（中华民国连江县南竿乡四维村），全长27.2千米。